# Irma Zucchi
Irma Ángela Zucchi (San Nicolás de los Arroyos, Argentina, 4 de febrero de 1919 - La Plata, 17 de noviembre de 1976), también conocida como “Tata” o “Porota”, fue profesora de historia y geografía, militante gremial y política. En San Nicolás, formó parte de la Resistencia Peronista y fue activista sindical en la rama femenina del Partido Justicialista de la Unión del Personal Civil de la Nación (UPCN). Ejerció la docencia en su ciudad natal hasta 1955, cuando pocos días después de la autoproclamada “Revolución Libertadora” fue cesanteada de la Escuela de Educación Secundaria N°9 y del Normal Rafael Obligado de San Nicolás. En 1958, luego de llegar al poder, el gobierno de Arturo Frondizi promovió la reincorporación de docentes despedidos durante el período de la dictadura. Es así como Irma llegó a La Plata, ciudad donde, en noviembre de 1976, fue vista por última vez en manos de los grupos de tareas de la última dictadura cívico-militar eclesiástica. 

## Biografía
Mónica Uboldi y Eugenio Zucchi tuvieron diez hijos y una filosofía peronista de la vida que supieron trasladar a gran parte de su familia. Irma era la octava de diez hijos, componía el cuarteto de hermanas en contraposición de los seis hermanos varones. Este factor no limitaba a la forma de actuar de Irma, siempre considerada fuera de la norma. Durante la década de los 40´, Zucchi se graduó y ejerció la docencia de historia y geografía en su ciudad natal hasta 1955 cuando “la fusiladora” la obligó a cesantear; no fue la única de su familia en sufrir el golpe: su hermana Ana Teresa fue despedida de su trabajo de maestra que alfabetizaba obreros en el Club Social de la ciudad. Y su hermano menor, Pedro Juan, geólogo, peronista y empleado de Asuntos Agrarios, sufrió la cárcel en La Plata.
Fue así que durante los 60´ se trasladó a la ciudad de La Plata, ciudad que la adoptó para siempre. En la capital bonaerense fue docente en el Normal Nº1 “Mary O´Graham”, en el turno noche del Normal Superior Nº 2 “Dardo Rocha” y en el Bachillerato de Bellas Artes de la UNLP, donde en 1974 llegó a ocupar el cargo de directora interventora. Allí también formó parte de la Asociación de Docentes Platenses y se integró a la Juventud Trabajadora Peronista (JTP).
Durante sus épocas de docente, logró hacerse de una fama entrañable para algunos y negativa para otros. Osvaldo Bayer la describió como “la profesora del optimismo”, sus alumnos contaban que esperaban entusiasmados escuchar los tacones rojos de Irma caminar por los pasillos, anunciando que ya llegaría al aula. Era anacrónica para su época, una mujer moderna, fumaba, usaba faldas a la moda encima de la rodilla, era muy simpática y se preocupaba muchísimo por que sus alumnos sean críticos de su aprendizaje. No era dogmática ni academicista, tampoco temía reflejar sus ideales en las clases, le gustaban las clases en ronda y al sol, comenzarlas con una pregunta y arengar al debate. Bayer contaba que Irma “empezaba las clases con la palabra ‘cosmovisión’ y su apasionamiento por los nuevos inventos de la ciencia que hacía abrir la boca a todos de pura curiosidad”. Parafraseada por sus alumnos: “Por favor, olvídense de todo lo que estudiaron en la Primaria porque la historia –enfatizaba– no es una secuencia de reyes, presidentes o generales. A nosotros nos interesan los procesos históricos y detrás de estos procesos hay pueblos y los pueblos están formados por clases sociales. Quien quiera comprender el desarrollo histórico tiene que conocer esos procesos y esas clases”. Irma fue docente de las víctimas de “la Noche de los Lápices”, así como también de Laura Carlotto quién, según su madre Estela de Carlotto, estudió historia inspirada en Zucchi. Abundan testimonios de alumnos que aseguran haber encontrado en las clases de Irma un oasis, un circuito de verdad. 
Finalmente, el ocho de octubre de 1974, Irma renuncia a su cargo de directora del “bachi”; el mismo día que Rodolfo Achem y Carlos Miguel fueron desaparecidos por la Concentración Nacional Universitaria (CNU). 

## Desaparición forzada
Dos años más tarde, a sus 57 años, la docente que “hacía pensar hasta los ladrillos” fue secuestrada de su domicilio ubicado en Diagonal 73 entre 54 y 55.
Irma vivía en pareja con Osvaldo Pachamé. Ambos fueron secuestrados el 17 de noviembre de 1976 y llevados en el baúl de un auto, en el que también estaba secuestrado el profesor de historia y decano de la Facultad de Humanidades y Ciencias de la Educación, José Panettieri. Los tres fueron llevados al Batallón de Infantería de Marina N.°3 (ex-BIM 3); en ese momento un Centro Clandestino de Detención (CCD). Panettieri confesó en los Juicios por la Verdad haber reconocido la voz de Irma mientras estaban detenidos en el centro clandestino junto a su pareja. Pachamé y Panettieri fueron liberados tiempo después. De Irma no se conoce otro destino posterior a su cautiverio en el BIM 3.

## Memoria, verdad y justicia
Irma continúa desaparecida, pero presente. El 22 de marzo de 2006 fue declarada Ciudadana Ilustre por el Concejo Deliberante de La Plata. En 2015, por Resolución Nº 1261/15, del entonces presidente de la UNLP, Raúl Perdomo, se resolvió proceder a la reparación del legajo de la profesora Irma Ángela Zucchi, dejando constancia de su condición de detenida-desaparecida. En 2021 se la volvió a homenajear con una plaza en el salón auditorio del Bachillerato de Bellas Artes de la Universidad Nacional de La Plata. El día 20 de abril de 2024 la escuela secundaria 21 de San Nicolás, su ciudad de nacimiento, adopta el nombre de "Irma Zucchi", nombre propuesto con anterioridad por toda la comunidad educativa y votado democráticamente. 